# Lana Turner

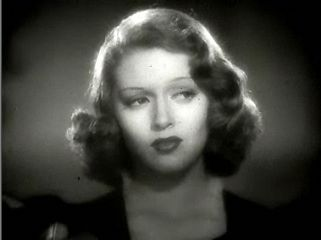
Lana Turner în filmul Dramatic School

Lana Turner (născută Julia Jean Turner), (n. 8 februarie 1921 - d. 29 iunie 1995), a fost o actriță americană.

## Biografie
S-a născut în Wallace, Idaho, SUA. Cunoscută în special pentru rolul din filmul noir The Postman Always Rings Twice (1946) care o prezintă în ipostaza de femme fatale, aceasta a semnat un contract cu MGM la 16 ani. Printre primele sale filme se numără: “They Won’t Forget“ (1937), “Love Finds Andy Hardy” (1938). În anii ’40 primește roluri principale în filme, precum: Johnny Eage (1941), Ziegfeld Girl (1941) și Somewhere I’ll Find You (1942) și binecunoscutul The Postman Always Rings Twice. Succesul ei continuă să crească pe parcursul anilor '50, odată cu rolurile ei în: The Bad and the Beautiful (1952) și The Peyton Place. Pentru cel din urmă, a fost nominalizată pentru “Premiul Academiei pentru cea mai bună actriță”.
În 1958, fiica ei, Cheryl Crane, l-a înjunghiat pe Johnny Stompanato, iubitul actriței, faptă ce s-a dovedit a fi fost legitimă apărare. Incidentul a atras atenția mass-media asupra Lanei. Următorul ei film, Imitation of Life a fost privit drept un mare succes. Totuși, anii '60 i-au adus puține roluri. A fost recunoscută spre sfârșitul carierei după ce a jucat în serialul Falcon Crest (1982-1983).
A avut ultima apariție televizată în 1991 și a murit de cancer la gât în 1995.

## Filmografie
| An   | Titlu                          | Rol                            | Alți Actori                                                           |
| ---- | ------------------------------ | ------------------------------ | --------------------------------------------------------------------- |
| 1937 | They Won't Forget              | Mary Clay                      | Claude Rains, Gloria Dickson                                          |
| 1937 | Topper                         | -                              | Constance Bennett, Cary Grant, Roland Young, Billie Burke             |
| 1937 | The Great Garrick              | Mademoiselle Auber             | Brian Aherne, Olivia de Havilland                                     |
| 1938 | The Adventures of Marco Polo   | Nazama'a Maid                  | Gary Cooper, Sigrid Gurie, Basil Rathbone                             |
| 1938 | Love Finds Andy Hardy          | Cynthia Potter                 | Mickey Rooney, Judy Garland                                           |
| 1938 | The Chaser                     | Miss Rutherford (scene ?terse) | Dennis O'Keefe, Ann Morriss, Lewis Stone                              |
| 1938 | Four's a Crowd                 | Passerby                       | Errol Flynn, Olivia de Havilland, Rosalind Russell, Patric Knowles    |
| 1938 | Rich Man, Poor Girl            | Helen Thayer                   | Robert Young, Lew Ayres, Ruth Hussey                                  |
| 1938 | Dramatic School                | Mado                           | Luise Rainer, Paulette Goddard                                        |
| 1939 | Calling Dr. Kildare            | Rosalie Lewett                 | Lew Ayres, Lionel Barrymore, Laraine Day                              |
| 1939 | These Glamour Girls            | Jane Thomas                    | Lew Ayres                                                             |
| 1939 | Dancing Co-Ed                  | Patty Marlow                   | Richard Carlson, Artie Shaw                                           |
| 1940 | Two Girls on Broadway          | Patricia 'Pat' Mahoney         | Joan Blondell, George Murphy                                          |
| 1940 | We Who Are Young               | Marjorie White Brooks          | John Shelton                                                          |
| 1941 | Ziegfeld Girl                  | Sheila Regan                   | James Stewart, Judy Garland, Hedy Lamarr                              |
| 1941 | Dr. Jekyll and Mr. Hyde        | Bea Emery                      | Spencer Tracy, Ingrid Bergman                                         |
| 1941 | Honky Tonk                     | Elizabeth Cotton               | Clark Gable, Claire Trevor                                            |
| 1942 | Johnny Eager                   | Lisbeth Bard                   | Robert Taylor, Van Heflin                                             |
| 1942 | Somewhere I'll Find You        | Paula Lane                     | Clark Gable, Robert Sterling                                          |
| 1943 | The Youngest Profession        | Herself (guest star)           | Virginia Weidler, John Carroll                                        |
| 1943 | Slightly Dangerous             | Peggy Evans/Carol Burden       | Robert Young, Walter Brennan                                          |
| 1943 | Du Barry Was a Lady            | Cameo                          | Red Skelton, Lucille Ball, Gene Kelly                                 |
| 1944 | Marriage Is a Private Affair   | Theo Scofield West             | John Hodiak, James Craig                                              |
| 1945 | Keep Your Powder Dry           | Valerie 'Val' Parks            | Laraine Day, Susan Peters                                             |
| 1945 | Week-End at the Waldorf        | Bunny Smith                    | Ginger Rogers, Walter Pidgeon, Van Johnson                            |
| 1946 | The Postman Always Rings Twice | Cora Smith                     | John Garfield                                                         |
| 1947 | Green Dolphin Street           | Marianne Patourel              | Van Heflin, Donna Reed, Richard Hart                                  |
| 1947 | Cass Timberlane                | Virginia Marshland             | Spencer Tracy                                                         |
| 1948 | Homecoming                     | Jane 'Snapshot' McCall         | Clark Gable, Anne Baxter, John Hodiak                                 |
| 1948 | The Three Musketeers           | Milady de Winter               | Gene Kelly, Vincent Price, June Allyson, Van Heflin, Angela Lansbury  |
| 1950 | A Life of Her Own              | Lily Brannel James             | Ray Milland, Louis Calhern, Ann Dvorak                                |
| 1951 | Mr. Imperium                   | Fredda Barlo                   | Ezio Pinza                                                            |
| 1952 | The Merry Widow                | Crystal Radek                  | Fernando Lamas                                                        |
| 1952 | The Bad and the Beautiful      | Georgia Lorrison               | Kirk Douglas, Walter Pidgeon, Dick Powell, Gloria Grahame             |
| 1953 | Latin Lovers                   | Nora Taylor                    | Ricardo Montalban                                                     |
| 1954 | The Flame and the Flesh        | Madeline                       | Pier Angeli, Carlos Thompson                                          |
| 1954 | Betrayed                       | Carla Van Oven                 | Clark Gable, Victor Mature                                            |
| 1955 | The Prodigal                   | Samarra                        | Edmund Purdom, Louis Calhern                                          |
| 1955 | The Sea Chase                  | Elsa Keller                    | John Wayne                                                            |
| 1955 | The Rains of Ranchipur         | Lady Edwina Esketh             | Richard Burton, Fred MacMurray                                        |
| 1956 | Diane                          | Diane de Poitiers              | Roger Moore, Marisa Pavan, Pedro Armendariz                           |
| 1957 | Peyton Place                   | Constance MacKenzie            | Lee Philips, Hope Lange, Diane Varsi, Russ Tamblyn, Arthur Kennedy    |
| 1958 | The Lady Takes a Flyer         | Maggie Colby                   | Jeff Chandler                                                         |
| 1958 | Another Time, Another Place    | Sara Scott                     | Sean Connery, Barry Sullivan                                          |
| 1959 | Imitation of Life              | Lora Meredith                  | John Gavin, Sandra Dee, Juanita Moore, Susan Kohner                   |
| 1960 | Portrait in Black              | Sheila Cabot                   | Anthony Quinn, Sandra Dee, John Saxon                                 |
| 1961 | By Love Possessed              | Marjorie Penrose               | Efrem Zimbalist Jr., Jason Robards                                    |
| 1961 | Bachelor in Paradise           | Rosemary Howard                | Bob Hope                                                              |
| 1962 | Who's Got the Action?          | Melanie Flood                  | Dean Martin                                                           |
| 1965 | Love Has Many Faces            | Kit Jordan                     | Cliff Robertson, Ruth Roman                                           |
| 1966 | Madame X                       | Holly Parker                   | John Forsythe, Constance Bennett, Burgess Meredith, Ricardo Montalban |
| 1969 | The Big Cube                   | Adriana Roman                  | George Chakiris, Karin Mossberg, Richard Egan                         |
| 1974 | Persecution                    | Carrie Masters                 | Trevor Howard                                                         |
| 1976 | Bittersweet Love               | Claire                         | Robert Lansing, Celeste Holm                                          |
| 1980 | Witches' Brew                  | Vivian Cross                   | Teri Garr, Richard Benjamin                                           |
| 1991 | Thwarted                       | Margo Lane                     | William Hauckes, Victor Helou                                         |